# إسماعيل حسن
إسماعيل حسن إسماعيل أحمد، قارئ القرآن الكريم من مملكة البحرين. وإمام مسجد بن نصر بمدينة المحرق من المواليد عام 1984م. وهو حاصل على إجازة التلاوة من مركز الفاتح الإسلامي.
كان قد بدأ حفظ وتعلم القرآن الكريم عندما كان عمره 6 سنوات بمدينة المحرق بمركز سلطان بن سلامة على يد الشيخ سلمان شريدة والشيخ عبد الله القلاف، ومن ثمّ التحق بمركز الشيخ عيسى بن علي بالمحرق أيضاً ليقرأ على الشيخ أبو الخير. ثم حصل على شهادة التلاوة من مركز الفاتح الإسلامي.

## روابط خارجية
- تلاوات القارئ